# Hendrik van Stralen
Hendrik van Stralen (Hoorn, 20 oktober 1751 - 's-Gravenhage, 6 november 1822) was een orangistisch staatsman uit de tweede helft van de achttiende eeuw.
Van Stralen begon zijn carrière als schepen, raad en burgemeester van de gemeente Enkhuizen. In 1805 werd hij secretaris van staat voor Binnenlandse Zaken. Hierna werd hij lid van het Wetgevend Lichaam. In 1813 werd hij commissaris-generaal voor Binnenlandse Zaken. Na dit ministerschap werd hij lid van de Staten-Generaal der Verenigde Nederlanden en lid van de Eerste Kamer der Staten-Generaal.
- Biografisch Portaal: 01573721
- Digitale Bibliotheek voor de Nederlandse Letteren: stra031
- Gemeinsame Normdatei: 1157557929
- International Standard Name Identifier: 0000 0003 5953 0666
- Nederlandse Thesaurus van Auteursnamen: 070025800
- Parlement.com: vg09llrsyrzp
- Système universitaire de documentation: 112943411
- Virtual International Authority File: 220263101
- WorldCat: E39PBJyWYghGDDJkmgMxmt8Hmd